# 南風カオル
南風 カオル（なんぷう かおる、本名：大州 馨、1931年1月1日 - 2009年4月15日）は、東京都出身の喜劇役者。実の弟にタップダンサーの中野ブラザーズ。

## 略歴
役者一家に生まれ、1937年に東京・本所・寿座で中野カオルの名で初舞台。女剣劇役者・中野弘子の率いる「中野チンピラ劇団」で座長になり、1957年に南風カオル一座を結成。舞台にとどまらず、映画やテレビなどでも役者として活動する一方で、剣劇を織り交ぜたコントグループ「南風カオルとマゲチョンズ」を結成している（その後花登筺の命名で「南風カオルと座・にっぽんず」に改称）。晩年はひとり舞台の活動も行っていた。長らく東京・歌舞伎町でスナックを経営しており、名物マスターとしての顔もあった。2009年4月15日に肝不全で死去。78歳

## 出演作品
- 「ちゃっきり金太」